# I'm Real
I'm Real (Jsem skutečná) je název dvou různých písní americké zpěvačky Jennifer López. Jedna verze pochází z alba J. Lo a druhá z remixového alba J to tha L-O!: The Remixes. Píseň se 8. září 2001 probojovala až na vrchol americké singlové hitparády Billboard Hot 100
Po zklamání z prodeje písně Play tak López podruhé v kariéře dobyla Ameriku. V remixové podobě písně spolu s Jennifer López zpívá i Ashanti.

## Kontroverze
Ačkoli píseň byla opravdu úspěšná, hodně se diskutovalo nad podobným zvukem a Jennifer López se tak poprvé (a ne naposledy) dostala od sporu s tím, že kopíruje. Podobnost se tentokrát týkala k písni Loverboy od Mariah Carey. Navíc panovalo rozhořčení ze strany Carey, která natáčela album a zjistila, že píseň je skoro stejná s její připravovanou, která poté nebyla vydána.
Irv Gotti, který tuto píseň produkoval otevřeně v rozhovoru pro časopis XXL přiznal, že jej Tommy Mottola kontaktoval s tím, aby pro jeden film vytvořil píseň s tímto zvukem.

## Úspěchy ve světě
| Hitparáda(2001)       | Umístění |
| --------------------- | -------- |
| USA Billboard Hot 100 | 1        |
| Austrálie             | 3        |
| Rakousko              | 25       |
| Belgie                | 8        |
| Brazílie              | 6        |
| Kanada                | 6        |
| Dánsko                | 8        |
| Nizozemsko            | 3        |
| Finsko                | 16       |
| Francie               | 3        |
| Německo               | 11       |
| Řecko                 | 9        |
| Irsko                 | 13       |
| Itálie                | 16       |
| Mexiko                | 1        |
| Nový Zéland           | 3        |
| Norsko                | 4        |
| Švédsko               | 8        |
| Švýcarsko             | 6        |
| Velká Británie        | 4        |
| Světová hitparáda     | 5        |

| Prodejnost | Počet     |
| ---------- | --------- |
| Celkem     | 3,200,000 |

## Úryvek textu
Cause I'm real
(The way you walk, the way you move, the way you talk)
Cause I'm real
(The way you stare, the way you look, your style, your hair)
Cause I'm real
(The way you smile, the way you smell, it drives me wild)
Cause I'm real
And I can't go on without you